# Diego Ochoa
Diego Antonio Ochoa Camargo (Paipa, 5 juni 1993) is een Colombiaans wielrenner die anno 2018 rijdt voor EPM.

## Carrière
In 2014 won Ochoa het nationaal beloftenkampioenschap door in een sprint-à-deux Brayan Ramírez naar de tweede plaats te verwijzen. Later dat jaar won Ochoa de proloog in de Ronde van de Aostavallei door onder meer Taylor Eisenhart en Davide Martinelli te verslaan.
In 2016 wist Ochoa de zesde etappe van de Vuelta Independencia Nacional te winnen door zijn medevluchters Heiner Parra en Ismael Sánchez zes seconden voor te blijven. Later dat jaar werd hij onder meer twaalfde in de Prueba Villafranca de Ordizia. Voor het seizoen 2017 verruilde Ochoa zijn ploeg Boyacá Raza de Campeones voor EPM. Namens die ploeg werd hij in februari zevende op het nationale kampioenschap, waar winnaar Sergio Henao vier minuten sneller was. Samen met zijn ploeggenoten wist hij in juli de openingsploegentijdrit van de Ronde van Colombia het snelst af te leggen, waarna Juan Pablo Suárez de eerste leiderstrui aan mocht trekken.
In februari 2018 werd Ochoa, achter Sergio Henao en Óscar Quiroz, derde in het nationale kampioenschap op de weg.

## Overwinningen
2014
3e etappe Ronde van Mexico
 Colombiaans kampioen op de weg, Beloften
Bergklassement Ronde van Gironde
Proloog Ronde van de Aostavallei
2016
6e etappe Vuelta Independencia Nacional
Puntenklassement Vuelta Independencia Nacional
2017
1e etappe Ronde van Colombia (ploegentijdrit)

## Ploegen
- 2013 –  4-72 Colombia
- 2014 –  4-72 Colombia
- 2015 –  Movistar Team
- 2016 –  Boyacá Raza de Campeones
- 2017 –  EPM
- 2018 –  EPM

Bothia · Chaparro · Cruz · Cubides · Diagama · Flórez · García · Gómez · Mancipe · Ochoa · Ortega · C.Parra · H.Parra · M.Rodríguez · W.Rodríguez · Romero
Arango · Beltrán · Carvajal · Castro · Contreras · Gil · Gómez · Martínez · Montaña · Muñoz · Ochoa · Salas · Suárez · Tejada